# Dubivski
Dubivski (en ucraniano: Дубівський, romanizado: Dubivskyy; en ruso: Дубовский, romanizado: Dubovski) es un asentamiento urbano ucraniano perteneciente al óblast de Lugansk. Situado en el este del país, hasta 2020 era parte del área municipal de Antratsit, pero hoy es parte del raión de Rovenki y del municipio (hromada) de Antratsit.
El asentamiento se encuentra ocupado por Rusia desde la guerra del Dombás, siendo administrada como parte de la de facto República Popular de Lugansk y luego ilegalmente integrada en Rusia como parte de la República Popular de Lugansk rusa.

## Geografía
Dubivski está 6 kilómetros al sureste de Antratsit y 59 km al sur de Lugansk.

## Historia
El pueblo fue construido a principios del siglo XX y se llamó Jromivka (en ucraniano: Громівка; en ruso: Громовка, romanizado: Gromovka) hasta 1958. Se elevó a la localidad al estatus de asentamiento de tipo urbano en 1954.
En abril de 2014, durante la guerra del Dombás, los separatistas prorrusos tomaron el control de Dubivski y desde entonces está controlado por la autoproclamada República Popular de Lugansk.

## Demografía
La evolución de la población de Dubivski entre 1989 y 2022 fue la siguiente:
| 5658                                                          | 4556 | 4074 | 3901 | 3881 |
| (Fuente: Cities & Towns of Ukraine y UKRAINE: Größere Städte) |      |      |      |      |

Según el censo de 2001, la lengua materna de la mayoría de los habitantes, el 85,54%, es el ruso; del 14,2% es el ucraniano.